# Singles 2: Triple Trouble
A Singles 2: Triple Trouble 2005 júniusában megjelent számítógépes játék, a Singles: Flirt Up Your Life folytatása. Fejlesztője a Rotobee, kiadója a DeepSilver.

## Játékmenet
A játék hasonló a Sims sorozathoz, azonban itt inkább a randevúkon és a csábításon van a hangsúly. Figyelni kell karakterünk éhségére, tisztaságára, baráti viszonyaira. A játékos beszélgethet és flörtölhet a többi szereplővel, a cél az, hogy sikerüljön a másikat az ágyba csábítani.
A játékban 16 választható karakter van, 8 férfi és 8 női, mindegyikük eltérő tulajdonságokkal rendelkezik.

## Kritika
A játék 18 éven felülieknek besorolást kapott a meztelenség és a szex nyílt ábrázolása miatt. Lehetséges választani csókot, francia csókot, szexuális aktust, egyedüllét esetében pedig lefekvés után az önkielégítést is. Amerikában csak a cenzúrázott változat jelent meg, ahol az erotikus részek kitakarva jelennek csak meg. Ezt különböző hack-ek alkalmazásával azonban ki lehet kapcsolni.

## Ismert hibák
A játék nem működik együtt bizonyos videókártya illesztőprogramokkal, ezt a hibát az 1.3-as patch-csel lehet megszüntetni. Windows XP-től újabb operációs rendszer esetében csak a Windows XP kompatibilitási üzemmódban hajlandó elindulni.

## Külső linkek
- https://web.archive.org/web/20180614111358/http://www.tesguides.com/singles2/